# Listrognathus punctator
Listrognathus punctator là một loài tò vò trong họ Ichneumonidae.